# Милојко Лешјанин
Милојко Лешјанин (Лешје, 15. фебруар 1830 — Београд, 15. фебруар 1896) био је српски генерал, учесник српско-турских ратова и српско-бугарског рата, начелник Главног генералног штаба и носилац десетине домаћих и страних одликовања.

## Биографија
Рођен је у селу Лешју, под планином Бабом, код Параћина 15. фебруара 1830. године. Од села Лешја он се зове Лешјанин, а право презиме му је Јовановић. Основну школу учио је у Параћину и у Ћуприји, а четири разреда гимназије у Београду. У стајаћу војску ступио је 5. септембра 1849, а као поднаредник 6. септембра 1850. године ушао је у нову Артиљеријску школу (Војну академију). По свршетку Академије постао је потпоручник 11. децембра 1855. године, и послан је у Пруску да се у војним знањима усаврши. По повратку из Пруске, постао је генералштабни поручник 27. маја 1859. године, и поверена му је катедра у Војној академији.
За време турског бомбардовања Београда, Лешјанин је добио команду над посебним одељењем одбране београдске вароши.
Све до пред крај 1868. године. Лешјанин је служио као професор Војне академије, предајући службена правила, тактику, генералштабну службу и војну администрацију. У овој служби добио је капетанске чинове 2. и 1. класе.
Дана 7. новембра 1868. године постао је начелник општег војног одељења у војном министарству. У тој служби добио је чин мајора 1. јануара 1869, а потпуковнички 1. јануара 1873. г.
Дана 2. априла 1873. године постао је војни министар. Године 1874. отишао је за управника Војне академије. У овој служби добио је пуковнички чин 4. јануара 1875. године. После тога, 22. августа 1875. био је командант целокупне стајаће војске до пред српско-турски рат, а тада је, 10. марта 1876. године, постављен за команданта тимочке дивизије и почасног кнежевог ађутанта. Исте године 4. јула постао је главни командант тимочке војске.
У Другом српско-турском рату био је командант моравског кора. Септембра 1878. године постао је командант тимочког кора, а крајем 1879. године начелник Главног генералног штаба.
Дана 19. октобра 1880. године дошао је поново за војног министра. После годину дана постао је командант активне војске, а затим се вратио на место начелника Главног штаба.
У српско-бугарском рату био је командант тимочке војске, која је ишла на Видин.
После рата по трећи пут је дошао за начелника Главног генералног штаба. Ту је, по својој молби, стављен у пензију априла 1888. године. Од тада па до смрти живео је обично у Београду.
Лешјанин је био више година председник савеза стрељачких дружина, а осам година председник Друштва Црвеног крста.
Године 1870-71. био је одаслан у пруску војску, те је том приликом био при опсађивању Меца и Штрасбурга. Слан је и у Сан-Стефан главном команданту руске војске, генералу великом кнезу Николи, као и у Петроград цару Александру II.
Генерал Лешјанин је носио више од десет ордена, како домаћих тако и страних. За првога рата храбро је бранио Зајечар од надмоћног Осман-паше, а за другог рата он је први опсео Ниш, и потписао с турским старешином акат о предаји Ниша (29. децембар 1877). За овај успех Лешјанин је 8. марта 1878. године добио генералски чин.
Лешјанин је умро у Београду 15. фебруара 1896. г.
Према опису М. Ђ. Милићевића, Лешјанин је био човек висока стаса, правилног раста, црномањаст, леп и симпатичан човек. Носио се увек лепо, и одликовања је стављао на себе врло радо. У опхођењу је био пријатан, у дужности тачан, а у власти праведан и човечан. Све у свему, како исти оцењује, Лешјанин је био добар Србин, племенит човек и војник на свом месту.
По њему је названа Улица генерала Милојка Лејшанина у Нишу.